# Theodor Giou de Briou

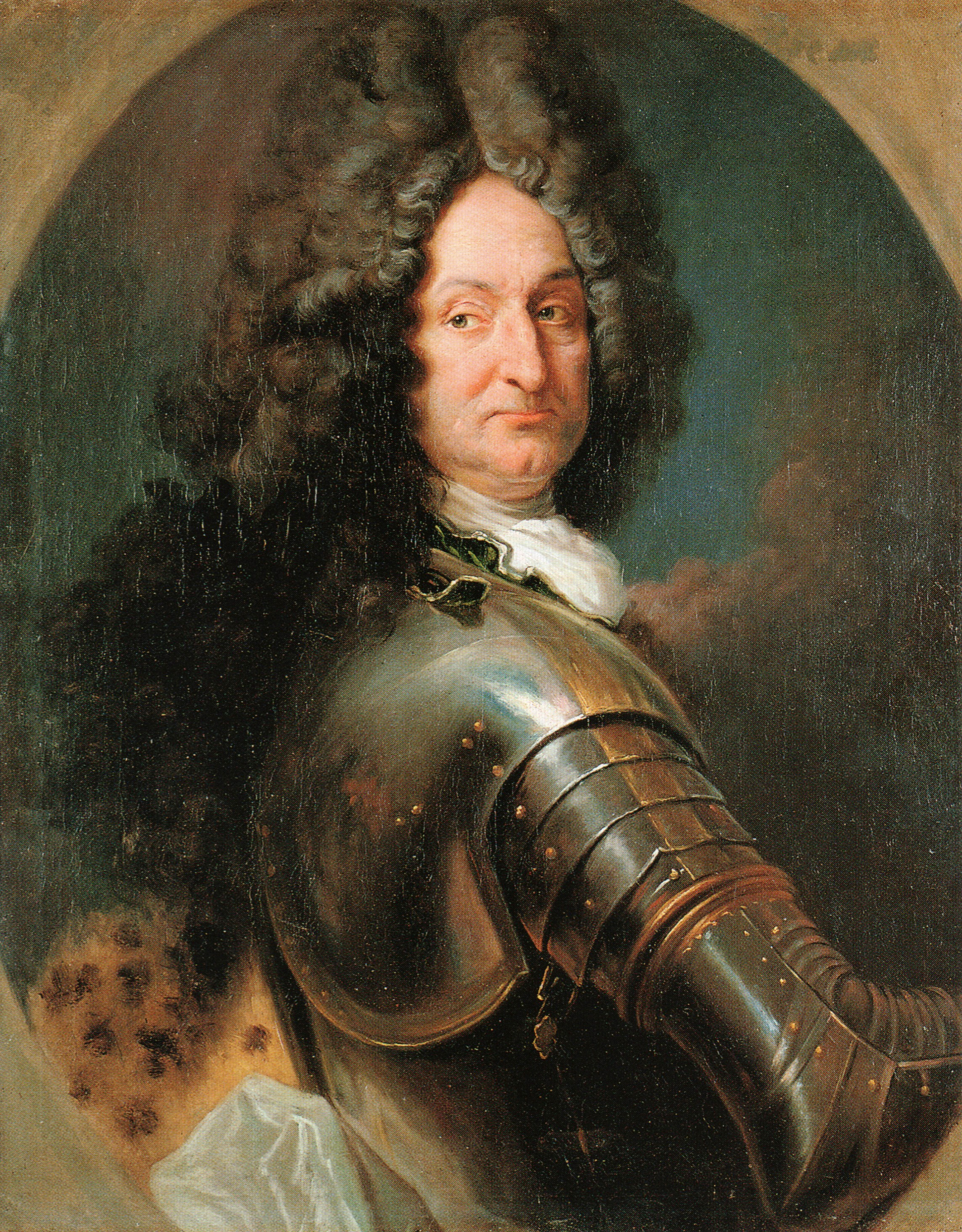
Theodor Giou de Briou, Ölgemälde von Antoine Pesne, 1710.

Theodor Giou de Briou (* 1656 in Frankreich; † 26. Juli 1721 in Berlin) war ein kurbrandenburgischer Generalmajor und erster Kommandeur der Gensdarmes.
Er trat 1677 die die kurbrandenburger Leibgarde (später: Infanterie-Regiment Nr. 1) ein. Dort wurde er 1680 Fähnrich der Garde zu Fuß. Aber am 12. März 1685 wurde er Rittmeister der Trabantengarde (ab 1692 Garde du Corps).
Dort wurde er am 23. Januar 1697 Major und am 5. Februar 1702 Oberstleutnant. Er war dann Teil der Brandenburger Hilfstruppen während des Spanischen Erbfolgekrieges in Holland und war Teilnehmer an der Schlacht bei Malplaquet.
Am 2. Dezember 1706 wurde er Oberst des Kavallerie und Generaladjutant des Königs. Am 21. Januar 1709 wurde er zum Brigadier befördert und zusätzlich am 4. März 1713 zum Major der Garde was ihm zusätzliche 70 Taler einbrachte.
Er nahm des Weiteren am Pommernfeldzug 1715/1716 teil. Am 30. Mai 1718 erfolgte schließlich seine Ernennung zum Generalmajor und am 15. Juli 1718 die zum ersten Kommandeur des Regiments Nr. 10 (Gensdarmes). Er starb unverheiratet am 26. Juli 1721 in Berlin.